# Alma Mater (álbum)
Alma Mater é o quarto trabalho e terceiro álbum de originais de Rodrigo Leão, produzido em 2000 e considerado Disco do Ano pelos Prémios DN+ 2000[carece de fontes?]. Conta com a participação de, entre outros, a brasileira Adriana Calcanhotto e a portuguesa Lula Pena, cujos temas são ainda hoje presença habitual nos concertos de Rodrigo Leão. O álbum inclui faixas com títulos e letras em português, latim e castelhano.
Uma das faixas deste álbum foi integrada na banda sonora da série de televisão Equador.

## Faixas
| Faixa | Título      | Música       | Letra                       | Participação especial     | Duração | Observações                                        |
| ----- | ----------- | ------------ | --------------------------- | ------------------------- | ------- | -------------------------------------------------- |
| 1     | Alma Mater  | Rodrigo Leão | —                           | —                         | 04:55   |                                                    |
| 2     | A Casa      | Rodrigo Leão | Ana Carolina e Rodrigo Leão | Adriana Calcanhotto (voz) | 05:19   |                                                    |
| 3     | O Encontro  | Rodrigo Leão | —                           | —                         | 06:31   |                                                    |
| 4     | Imortal     | Rodrigo Leão | Rodrigo Leão                | —                         | 02:32   |                                                    |
| 5     | O Exercício | Rodrigo Leão | —                           | —                         | 06:33   |                                                    |
| 6     | Sossego     | Rodrigo Leão | —                           | —                         | 03:47   |                                                    |
| 7     | Pasión      | Rodrigo Leão | Ana Carolina                | Lula Pena (voz)           | 03:33   | Incluída na banda sonora original da série Equador |
| 8     | Orionte     | Rodrigo Leão | —                           | —                         | 04:47   |                                                    |
| 9     | Dragão      | Rodrigo Leão | Rodrigo Leão                | —                         | 04:14   |                                                    |
| 10    | Vita Brevis | Rodrigo Leão | Rodrigo Leão                | —                         | 03:56   |                                                    |
| 11    | A Tragédia  | Rodrigo Leão | —                           | —                         | 03:35   |                                                    |
| 12    | Espelhos    | Rodrigo Leão | Rodrigo Leão                | —                         | 04:17   |                                                    |

## Créditos
- Adriana Calcanhotto – voz em A Casa (participação especial)
- Ana Paula Góis – violoncelo
- Ângela Silva – voz
- Denis Stetsenko – violino
- Gabriel Gomes – acordeão
- Luís San Payo – bateria
- Lula Pena – voz em Pasión (participação especial)
- Margarida Araújo – viola
- Mário Pegado – voz
- Pedro Jóia – guitarra clássica em A Casa e Alma Mater (participação especial)
- Pedro Oliveira – guitarra eléctrica
- Pedro Wallenstein – contrabaixo
- Rodrigo Leão – sintetizadores
- Ruben Costa – guitarra eléctrica
- Rui Marques – flauta
- Tiago Lopes – guitarra eléctrica, baixo, percussão e bateria
- Verónica Silva – voz
- Filipe Faria – coro (tenor)
- João Branquinho – coro (barítono)
- Jorge Alves – coro (tenor)
- Pedro Gonçalves – coro (baixo)
- Sérgio Duarte – coro (tenor)
- Paulo Lourenço – direcção do coro

## Prémios e distinções
Esta é uma lista de prémios e distinções atribuídos a Rodrigo Leão relativamente ao seu álbum Alma Mater:
| Ano  | Entidade                       | Prémio ou distinção          | Categoria                          | Resultado                   |
| ---- | ------------------------------ | ---------------------------- | ---------------------------------- | --------------------------- |
| 2000 | Jornal Diário de Notícias      | Prémios DN+                  | Disco do Ano: Alma Mater           | Vencedor[carece de fontes?] |
| 2001 | Jornal Blitz                   | Prémios de Música Blitz 2000 | Artista do Ano                     | Vencedor                    |
| 2001 | Jornal Blitz                   | Prémios de Música Blitz 2000 | Álbum do Ano: Alma Mater           | Nomeado                     |
| 2001 | Jornal Blitz                   | Prémios de Música Blitz 2000 | Canção do Ano: A Casa              | Nomeado                     |
| 2002 | Festival de Cinema Fantasporto | Melhores Videoclips          | Melhor Videoclip Português: A Casa | Vencedor                    |